# Хозяйственное описание Пермской губернии
Хозяйственное описание Пермской губернии по гражданскому и естественному ее состоянию в отношении к земледелию, многочисленным рудным заводам, промышленности и домоводству, сочиненное по начертанию Императорского Вольного Общества — географо-экономическое описание 12 уездов Пермской губернии, изданное в 1811 году. Автором работы является пермский географ Никита Саввич Попов.

## История создания
Н.С. Попов являлся автором-составителем «Историко-географического описания Пермской губернии, сочиненного для атласа 1800 г.», изданного в 1801 году, и двухтомного труда «Хозяйственное описание Пермской губернии», изданного в 1804 году. Обе книги были подготовлены к изданию под руководством губернатора К.Ф. Модераха и считались лучшими работами среди подобных изданий по другим губерниям России. В 1811-1813 годах «Хозяйственное описание Пермской губернии» было переиздано в Санкт-Петербурге Вольным экономическим обществом в трёх томах.

## Отзывы
«Хозяйственное описание Пермской губернии» считалось лучшим среди подобных изданий по другим губерниям России, что отмечал Д.Д. Смышляев в своем библиографическом указателе «Источники и пособия для изучения Пермского края» (Пермь, 1876). 
Писатель Д. Н. Мамин-Сибиряк в очерке «Старая Пермь» назвал труд Н.С. Попова классическим: Не знаю почему, но Перми посчастливилось по части истории края. Первым явился на этом пути директор пермской гимназии Никита Савич Попов, оставивший после себя классический труд «Хозяйственное описание Пермской губернии». Попов выполнил возложенный на него труд с редкой добросовестностью и знанием дела. Сочинение это заключает 1199 страниц. Можно сказать, что до появления описания Киевской губернии Журавского ни одна губерния не была так хорошо описана, как Пермская. Описание Енисейской губернии Степанова и Пестова, Саратовской губернии – Леопольдова, Вологодской - Брусилова, Олонецкой – Дашкова далеко ниже книги Попова по достоинствам».
«Можно смело сказать, что до появления описания Киевской губернии Д.П. Журавского ни одна губерния не была так хорошо описана, как Пермская», — считал известный уральский краевед Н.К. Чупин. Профессор Б.А. Чазов в 1998 г. писал, что труд Н.С. Попова является «лучшим региональным произведением русской губернии», повторить успех которого пермские ученые смогли только 155 лет спустя, выпустив коллективную монографию «Пермская область. Природа. История. Экономика. Культура» (1959, Пермское книжное издательство).

## Библиографические ссылки
- Попов, Н. С. Хозяйственное описание Пермской губернии сообразно начертанию Санктпетербургского Вольного Экономического Общества, сочиненное в 1802 и 1803 году в г. Перми : в двух частях : [арх. 2 августа 2021]. — Пермь : Пермское Губернское Правление, 1804. — Ч. 1. — 399, [3] с. : [1] л. ил.

Попов, Н. С. Хозяйственное описание Пермской губернии сообразно начертанию Санктпетербургского Вольного Экономического Общества, сочиненное в 1802 и 1803 году в г. Перми : в двух частях : [арх. 2 августа 2021]. — Пермь : Пермское Губернское Правление, 1804. — Ч. 2. — 400 с. : [7] л. ил., [15] л. табл.

Попов Н. С. Хозяйственное описание Пермской губернии по гражданскому и естественному состоянию в отношении к земледелию, многочисленным рудным заводам, промышленности и домоводству, сочинённое по начертанию Императорского Вольного Общества : в 3 т. — СПб. : Императорская типография, 1811. — Т. 1. — 395 с.

Попов Н. С. Хозяйственное описание Пермской губернии по гражданскому и естественному состоянию в отношении к земледелию, многочисленным рудным заводам, промышленности и домоводству, сочинённое по начертанию Императорского Вольного Общества : в 3 т. — СПб. : Императорская типография, 1813. — Т. 2. — 317 с.

Попов Н. С. Хозяйственное описание Пермской губернии по гражданскому и естественному состоянию в отношении к земледелию, многочисленным рудным заводам, промышленности и домоводству, сочинённое по начертанию Императорского Вольного Общества : в 3 т. — СПб. : Императорская типография, 1813. — Т. 3. — 355 с.